# Náhrobek Aloise Kalvody
Náhrobek Aloise Kalvody se nachází v nejstarší části hřbitova ve Šlapanicích v okrese Brno-venkov. Je chráněn jako kulturní památka České republiky.

## Historie
Malíř Alois Kalvoda je pochován v rodinné hrobce, kterou si nechal postavit v roce 1929 ještě za svého života. Návrh náhrobku v duchu art deco vytvořil Bohuslav Fuchs, autorem díla je sochař Rudolf Březa. V devadesátých letech 20. století byl náhrobek rekonstruován na náklady města.

## Popis
Náhrobek je tvořen třemi zaoblenými pískovcovými sloupy. Prostřední sloup je proveden jako dvouramenný kříž, na němž je reliéf Krista, Panny Marie a svaté Anny. Na segmentové patce pod reliéfem je nápis „RODINA KALVODOVA“. Na bočních sloupech jsou připevněny desky se jmény zemřelých rodinných příslušníků. Kryt hrobky tvoří dvě stupňovitě položené pískovcové desky.